# Crémet du Cap Blanc Nez
Crémet du Cap Blanc Nez est une marque commerciale désignant un fromage au lait cru du Nord-Pas-de-Calais fabriqué par la laiterie « Fromagerie Sainte Godeleine » à partir de lait cru de vache.
Ce fromage de type crémet a la forme d'un dôme et sa texture est crémeuse.
Cette marque et la recette de ce fromage ont été créées par un commerçant-affineur au début des années 1990 (Philippe Olivier, société anonyme de commerce de gros de produits laitiers). Sa fabrication laitière est limitée à environ 150 fromages par semaine et son affinage comme sa commercialisation sont assurés par son inventeur. 
Le lait est acheté aux éleveurs bovins, les bêtes ayant une alimentation provenant des pâturages de la Terre des 2 Caps, situés au bord de la mer, il s'agit donc d'un fromage naturellement marqué par le sel marin.